# スリランカの愛と別れ
『スリランカの愛と別れ』（スリランカのあいとわかれ）は、1976年5月29日に公開された日本映画。製作は東宝映画。配給は東宝。カラー。上映時間は116分。

## 概要
インド洋上、スリランカを舞台に、過去ある男と女の愛、島の娘と日本人青年の愛、兄弟愛、謎の老人夫婦の愛の過去。四つの様々な愛のドラマを描く。

## スタッフ
以下のスタッフ名は特に記載のない限り東宝に従った。
- 製作：佐藤正之、馬場和夫、椎野英之
- 監督・原作・脚本：木下恵介
- 監督補：桜井秀雄
- 製作補：橋本のぞみ[2]
- 撮影：中井朝一
- 美術：村木与四郎
- 録音：渡会伸
- 照明：高島利雄
- 編集：小川信夫
- 助監督：今村一平
- 製作担当者：橋本利明
- 音楽：木下忠司

## キャスト
以下の役名と出演者名は東宝に従った。
- 越智竹人：北大路欣也
- 井上慶子：栗原小巻
- 松永保：小林桂樹
- 松永喜代：津島恵子
- 橋本末男：片桐新
- 坂田栄一：太田博之
- ジャカランタ夫人：高峰秀子